# Philip Schou
Philip Julius Schou, född den 10 juli 1838 i Slagelse, död den 19 september 1922 i Köpenhamn, var en dansk industriidkare. Han var farbror till Rudolf Schou.
Schou, som blev polyteknisk kandidat 1862, var några år köpman. Han blev 1868 delägare i fajansfabriken "Aluminia" på Kristianshavn (1869 flyttad till Frederiksberg), som 1872 övergick till ett aktiebolag och 1882 inköpte den kungliga porslinsfabriken, som på få år grundligt omdanades. Sedan dess produkter på världsutställningen i Paris 1889 vunnit världsrykte, uppstod särskilda försäljningsställen i Paris, New York och London. Schou var dessutom 1876–1886 samt ånyo från 1900 styrelseordförande för Det tekniske selskabs skola och 1883–1890 ordförande för Københavns Industriforening och Fællesrepresentationen for dansk Industri og Haandværk. Han medverkade väsentligt till  nordiska utställningen 1888 samt deltog som en av vicepresidenterna på ett framstående sätt i dess ledning. Även till Kunstindustrimuseets grundläggning medverkade han. År 1902 lämnade han fabrikens ledning, som gick i arv till hans måg Frederik Dalgas.

## Utmärkelser
- Kommendör av Dannebrogorden,  1888[2]
- Dannebrogsmännens hederstecken,  1897[2]

[Redigera Wikidata]